# Echthrogaster
Echthrogaster là một chi bọ cánh cứng trong họ 
Elateridae.
Chi này được miêu tả khoa học năm 1900 bởi Blackburn.

## Các loài
Chi này có các loài:
- Echthrogaster lugubris Blackburn, 1900